# Asociación Deportiva Chalatenango
La Asociación Deportiva Chalatenango fué un club de fútbol con sede en Chalatenango, El Salvador, que actualmente juega en la Liga de Ascenso de El Salvador, segunda categoría profesional del país.
Hay datos muy antiguos que datan de la época del fútbol amateur en el salvador en Chalatenango de la existencia un Club Deportivo Alacranes  Que fue fundado el 23 de abril de 1927 que desapareció  al inicio de la década de 1940? Y no fue hasta 10 años que se funda otro Club Deportivo Alacranes en 1950
Este Club fundado en 1950  es heredero del subcampeonato de la temporada de 1936/37 de aquel Club Deportivo Alacranes fundado a finales de los años 20
El club fue fundado el 9 de mayo  de 1950 como Club Deportivo Alacranes, reformado en 1975 como Club Deportivo Chalatenango y refundado en 2017 como Asociación Deportiva Chalatenango. 
Comenzó participando en competencias regionales hasta que se unió a la Segunda División en la década de 1960, iniciando así su existencia como club de fútbol profesional. En 1975, se mudó a su actual Estadio José Gregorio Martínez, conquistando el ascenso a la máxima categoría en la temporada de 1979.
Desde su formación en 1950, el club ha ganado tres títulos de Segunda División (1979, 1990, 2003) y una de  Tercera División (Clausura 2013).
Su emblema y mascota histórica es un Alacrán sobre fondo morado.

## Historia

### Inicios
Existen datos muy antiguos de la época amateur de fútbol Salvadoreño en Chalatenango de un equipo llamado Club Deportivo Alacranes  Fue Fundado el 23 de abril de 1927 en la cabecera Departamental de Chalatenango desapareció en la década de 1940s no fue hasta 10 años después en 1950  que nace un nuevo club con el nombre de Alacranes  de la cual este equipo fundado en 1950 es heredero del subcampeonato de la temporada de 1936/37  de aquel club Deportivo Alacranes fundado a finales de la década de los 20s
El Chalatenango o Alacranes como fue fundado  inicialmente con ese nombre nació el 9 de mayo  de 1950  justo en los primeros años de la década de los 50's, época en la que los "grandes" del fútbol en El Salvador como el Quequeisque FC de Santa Tecla; serían reemplazados por una nueva generación de clubes. Es así que nace el equipo Alacranes, fundado y liderado por Don José Gregorio Martínez y un grupo de chalatecos; con la finalidad de crear un equipo representativo de Chalatenango, su afición y la calidad futbolística del norte del país.
Alacranes adquirió su estatus de equipo federado y tras muchos años de competición demostraría su calidad en las divisiones inferiores al ganar 4 campeonatos; sin embargo, el sostenimiento económico se vería debilitado, poniendo en peligro su existencia. En esa época llegó a Chalatenango como Comandante Departamental el Coronel Óscar René Serrano, quien aceptó la dirigencia del equipo y con su experiencia, emprendió la tarea de darle nueva vida a los "Alacranes". En la primera temporada el equipo se clasificó para la fase de ascenso en la Liga Mayor "B" (tercera división), pero se presentaba la oportunidad de que el equipo ANTEL de la Liga de Ascenso (segunda división) cediera su categoría al Alacranes, lo que resultó una realidad tras comprar la categoría por el precio simbólico de 20 colones.
Fue entonces que se enfatizó en identificar al equipo con el pueblo, por lo que la directiva acordó el cambio de Alacranes por Club Deportivo Chalatenango.
No fue hasta 1979, cuando Chalatenango logró el ascenso a la categoría dorada. Logró mantenerse por 10 años en Primera, pues en 1990 retornó a la categoría de ascenso. Regresó en 2003, pero un año después tuvo que sufrir el descenso. Repentinamente, tras la temporada 2004-05, Chalatenango compró por $250,000 la categoría del Coca-Cola y regresó al máximo circuito.
En Liga Mayor de Fútbol, el equipo norteño se mantenía peleando de medianía tabla hacia abajo con actuaciones discretas, esto llegó hasta en Torneo Apertura 2007. En dicho torneo lograron clasificar a semifinales en primer lugar en la tabla de campeonato regular. Sin embargo, fueron eliminados por el eventual campeón, L.A. Firpo 2-0 y 1-0 respectivamente. El máximo logro en la historia de los chalatecos se da en el Torneo Apertura del año 2008, donde logra alcanzar nuevamente las semifinales, en la cual derrota a los emplumados de CD Águila con global de 3.1 (3-0 y 1-0 en partidos de ida y vuelta respectivamente), lo cual le hizo posible llegar a disputar la final del Torneo Apertura la cual tras 120 minutos finalizando con marcador de 3-3, perdió en la tanda de penales 6-5 frente a los caleros de AD Isidro Metapán proclamándose subcampeón del certamen.

### Decadencia y desaparición
El club comenzaba a adolecer una serie de problemas financieros con sus jugadores desde varios torneos, sin embargo dicha situación se agudizó en el año 2009 donde la directiva del cuadro “morado” anuncia que no podía sostener más al equipo por las deudas que se tenían acumuladas y optan por vender la categoría en Primera División a Municipal Limeño, y tomando su lugar en la Segunda División, pero por problemas administrativos nadie se hizo cargo del equipo,  que tras ello automáticamente desapareció del mapa futbolístico por varios años.
Para finales del año 2009 siempre en la Primera División se creó otro equipo llamado los Alacranes del Norte, siendo este una fusión entre algunos exjugadores del hasta ese momento extinto equipo chalateco y el cuadro de Nejapa FC que igual padecía el embate de la crisis económica, y a los que además habían cerrado las puertas del complejo deportivo de su localidad haciéndolo posteriormente desaparecer. Para el Torneo Clausura 2010 el nuevo equipo no logró los resultados necesarios para permanecer en la Liga Mayor y descendieron esa misma temporada a la Segunda División.

### Resurgimiento
En julio del año 2010, CD Chalatenango volvió a las competencias en el plano deportivo salvadoreño esto al comprarle por $10,000 dólares la categoría de Segunda División al cuadro de Alba Acajutla, los norteños se convertirían en uno de los dos equipos de la localidad junto con los Alacranes del Norte, compartiendo sede en el Estadio Gregorio Martínez para el Torneo Apertura 2010 de la Liga de Plata. El equipo de Alacranes del Norte no logró mantener la regularidad y desaparece a principios del año 2011, debido a falta de solvencia económica, por lo que el “Chalate” volvía a convertirse el equipo representativo de la ciudad.
En la Liga de Plata, el equipo consigue llegar a las semifinales de Torneo Clausura 2015, en la cual cayó derrotado frente al sorpresivo Real Destroyer, relegándolo de la competencia por el ascenso, siendo esta su mejor participación en la Segunda.

### Compra de Franquicia y Ascenso
En 2015, tras conocerse las decisión dictaminada por autoridades de la LMF, donde se acordó el incremento de participantes pasándose de 10 a 12 equipos para el Torneo Apertura 2015, en la cual se dispuso de dos plazas o franquicias con un valor de $100,000 para aquellos interesados en integrarse a la categoría mayor del redondo salvadoreño, La directiva del equipo tras verse alejada la posibilidad de ascender a través del formato de competición tradicional, mostró interés en la adquisición de una plaza, la cual se hizo oficialmente acordado el 18 de junio de dicho año, con lo cual el representante del municipio de Chalatenango regresa nuevamente habiendo cumplido los requisitos postulados en la Primera División de fútbol del país centroamericano y es que el Club Deportivo Chalatenango muestra una cantidad considerable de aficionados y sus instalaciones son aptas para dicho torneo.

### Desaparición de C.D. Chalatenango
El 3 de julio de 2017, y a un mes de iniciarse el Torneo Apertura del mismo año, se anuncia que el club es castigado con la expulsión por parte de Federación Salvadoreña de Fútbol de toda competición oficial de fútbol que sea regida por la misma, dicha resolución se finiquitó luego de que el equipo norteño no pudiera inscribirse en la fecha límite para el torneo en cuestión, debido a que no honró la deuda pendiente por demandas y arreglos extrajudiciales que tenía con jugadores y miembros del cuerpo técnico del torneo anterior, requisito fundamental que considera la Federación de fútbol de dicho país a los equipos para poder inscribirse en la Primera División; Aparte de ello, se expide una sanción disciplinar de tres años de inactividad dentro del balompié cuscatleco a su actual presidente Fernando Alas y su representante legal Francisco Peraza; con ello a C.D. Chalatenango se le aparta de cualquier competencia en las tres ligas profesionales, no reconociéndose su personería jurídica como institución deportiva profesional, decretándose con ello su desaparición del fútbol salvadoreño.

### Sucesión como A.D. Chalatenango
Desde el mes junio del año 2016 se había suscitado una diferencia legal entre dos instituciones que sostenían ser los representantes administrativos del equipo Club Deportivo Chalatenango, lo que llevó a la FESFUT a intervenir para decidir quienes tendrían el control directivo del equipo de Primera División, resultando en un fallo favorable a favor de la directiva encabezada por su presidente en ese momento Fernando Alas y representante legal Francisco Peraza en detrimento del alcalde de la localidad de Chalatenango, Rigoberto Mejía quien legalmente era el presidente de la junta directiva hasta ese momento. Los problemas económicos del Torneo Clausura 2017, sumados a la inhabilitación posterior que acarrearon tanto Fernando Alas como Francisco Peraza, terminaron decantando en la desafiliación del equipo ante lo cual, la Asociación Deportiva Chalatenango presidida por Rigoberto Mejía (que no era un equipo de fútbol ya establecido, sino una organización jurídica deportiva) solicitó al Directorio de la Primera División se le permitiera a su organización adquirir la franquicia vacante tras la desafiliación del Club Deportivo (asumiendo con ello según el fallo de la FESFUT sobre el tema, las obligaciones respecto a los jugadores del anterior equipo) acto que se consumó el 13 de julio de 2017 con lo que de esta manera la Asociación Deportiva asumió igualmente la sucesión histórica del cuadro "chalateco" cuando se encontraba bajo la razón Club Deportivo.
El mes de marzo de 2020, el señor Rigoberto Mejía, vende de manera definitiva los derechos deportivos de la Asociación Deportiva de Chalatenango al empresario Bertilio Henríquez y así inicia un nuevo proyecto deportivo.

### Descenso 2023
El Chalatenango firmó su descenso a la Segunda División al colocarse como el equipo con menos puntos acumulados entre los torneos Clausura 2022 y Apertura 2023 tras perder por 1-2 ante el Jocoro Fútbol Club.
los Duros del Norte suman 31 puntos en la tabla acumulada y no logran desaparecer la diferencia de 2 puntos con el equipo más cercano con lo cual confirman su retorno a Segunda División .

## Estadio y afición

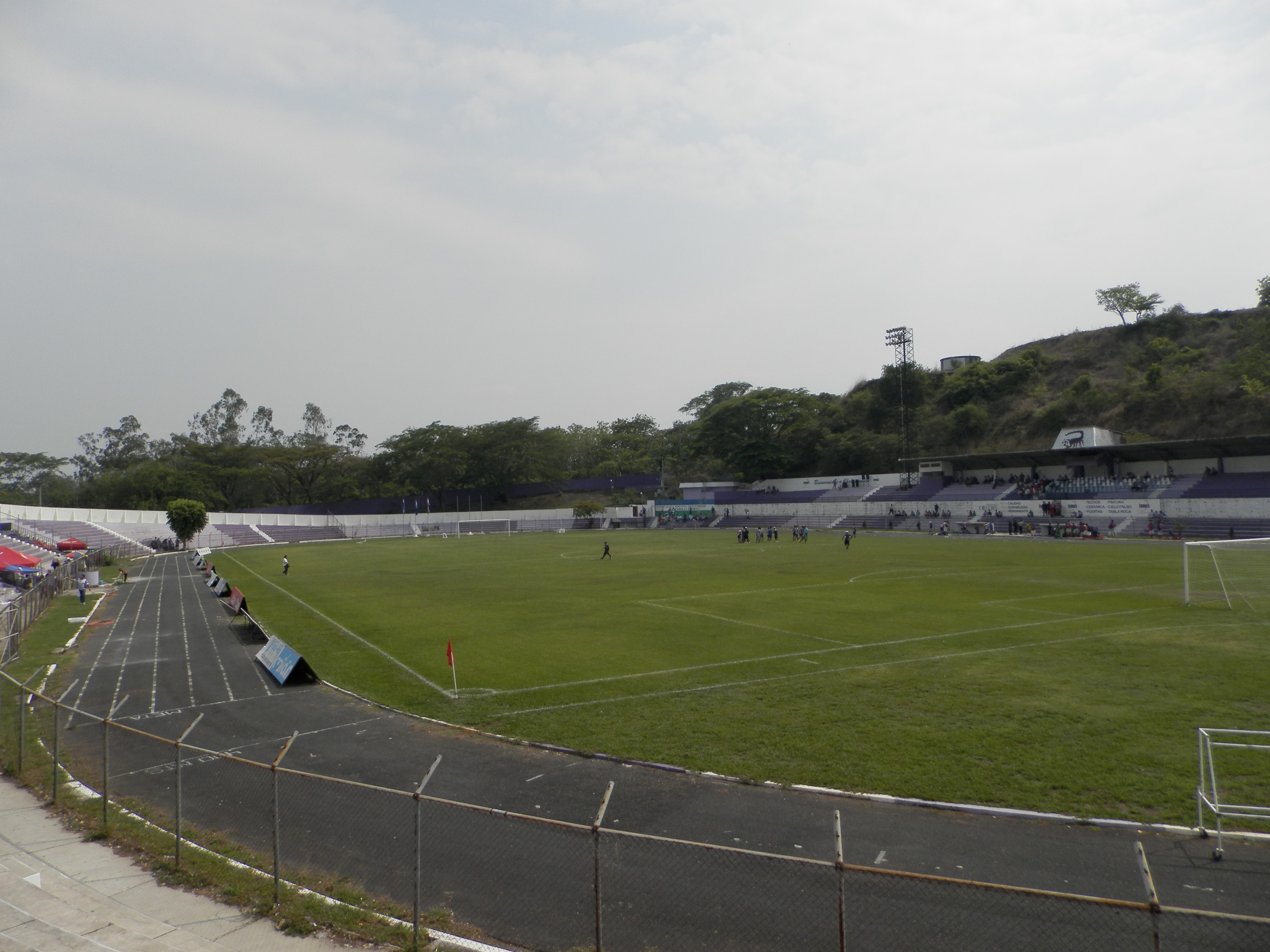
Estadio Olímpico José Gregorio Martínez

El Estadio José Gregorio Martínez, conocido como "El Sombrero", es un estadio de fútbol que fue inaugurado en enero de 1975, cuenta con una capacidad para 15.000 espectadores y se localiza en la ciudad de Chalatenango, departamento de Chalatenango. Por su aforo es el cuarto estadio más grande de El Salvador. Desde su inauguración ha sido la sede donde AD Chalatenango juega sus partidos en condición de local.
La Fuerza Morada 33 es la barra organizada de Los Duros del Norte, denominada así en honor al histórico color morado del club, y a los 33 municipios que integran al Departamento de Chalatenango. La barra se ha ubicado tradicionalmente en el sector del estadio conocido como "sol general", donde colocan sus banderas, trapos e instrumentos con los que interpretan sus cánticos representativos.
En 2016, la FM33 fue la décima afición con mayor entrada en Centroamérica, promediando 2,576 aficionados por partido, y la tercera en El Salvador, compitiendo con Sonsonate FC (3,582) y Alianza FC (4,442).

## Jugadores

### Goleador histórico
El goleador histórico de los norteños, desde su refundación con el nombre de AD Chalatenango en el 2017, es el jamaicano Kemal Malcolm con 21 goles.

## Presidentes
- Humberto Romero (1984 - ??)
- Jesús Navas (1995-2003)
- José Elías Romero (2003 - 2004)
- José Salvador Cardoza (2005 - 2006)
- Lisandro Pohl (2006 - 2008)
- José Salvador Cardoza (2008 - 2009)
- Rigoberto Mejía (2009 - 2015)
- Reynaldo Cardoza (2015-2016)
- Francisco Peraza (2016-2016)
- Fernando Alas (2017-2017)
- Rigoberto Mejía (2017-2020)
- Bertilio Henríquez (2020-presente)

## Palmarés
| Competición nacional   | Títulos                      | Subtítulos      |
| ---------------------- | ---------------------------- | --------------- |
| Primera División (0/2) |                              | 1937 y Ap. 2008 |
|                        |                              |                 |
| Segunda División (3/1) | 1978-79, 1988-89 y Cl. 2003. | 1977-78         |
| Tercera División (1)   | Cl. 2013                     |                 |